# Copacabana Palace (film)
Pour les articles homonymes, voir Copacabana Palace (homonymie) et Copacabana (homonymie).
Pour plus de détails, voir Fiche technique et Distribution.
Copacabana Palace est un film italo-franco-brésilien réalisé par Steno et sorti en 1962.

## Synopsis
À Rio de Janeiro, au Copacabana Palace, durant trois jours, chassés-croisés amoureux s'emmêlent avec petites combines sur fond de festivités du célèbre carnaval. Trois (sympathiques) complices se voient devancés sur un coup dans la salle des coffres de l'hôtel ; trois charmantes hôtesses de l'air cherchent à se divertir, mais leurs trois hôtes cariocas, les musiciens Tom Jobim, Luiz Bonfá et João Gilberto sont mariés ; un homme (Claude Rich), séparé de sa femme, veut surprendre celle-ci en flagrant délit d'adultère.

## Fiche technique
- Titre original : Copacabana Palace
- Réalisation : Steno
- Scénario : Luciano Vincenzoni d'après une histoire coécrite avec Sergio Amidei, Talma de Oliveira, Jorge Dória, Henrique Pongetti et Silveira Sampaio
- Décors : Pierino Massenzi
- Costumes : José Nunes
- Photographie : Massimo Dallamano
- Son : Maximo Giuseppe Alviani
- Montage : Wallace Simonsen
- Musique : Gianni Ferrio
- Production : Livio Bruni, Franco Cancellieri, Francisco Lorente, Abilio Pereira de Almeida, Paulo Sá Pinto, Francisco Verde
- Sociétés de production : Ital-Victoria Films (Italie), France Cinéma Productions, Consórcio Paulista de Co-Produção (Brésil)
- Sociétés de distribution : Les Films Fernand Rivers (France), Société Sirand (France), Films Félix Méric (France), Paris Nord Distribution (France), Société Générale de Distribution (France), Condor Filmes (Brésil), Serrador Filmes (Brésil)
- Pays d'origine :  Italie,  France,  Brésil
- Langue originale : italien
- Format : 35 mm — couleur — 2.35:1 (Dyaliscope) — monophonique
- Genre : comédie, film musical
- Durée : 127 minutes
- Dates de sortie :
  - Italie : 4 novembre 1962
  - France : 4 janvier 1964
- (fr) Classification et visa CNC : tous publics, visa d'exploitation no 26238 délivré le 20 décembre 1963
- Affiche : Guy-Gérard Noël (France)

## Distribution
- Sylva Koscina : Ines da Silva
- Walter Chiari : Ugo
- Mylène Demongeot : Zina von Raunacher
- Claude Rich : Buby von Raunacher
- Luiz Bonfá : lui-même
- João Gilberto : lui-même
- Antônio Carlos Jobim : lui-même
- Raymond Bussières : Raymond
- Franco Fabrizi : Monsieur Lopez
- Francis De Wolff : Monsieur van der Werf
- Tônia Carrero : Madame Lopez
- Dóris Monteiro : Maria
- Paolo Ferrari

## Production

### Tournage
- Année de prises de vue : 1962.
- Extérieurs au Brésil : Rio de Janeiro.

### Musique
- Chansons :
  - Samba do Avião, paroles et musique d'Antônio Carlos Jobim, interprétée par Jula De Palma et I 4 + 4 di Nora Orlandi.
  - Canção do Mar, paroles de Maria Helena Toledo et musique de Luiz Bonfá, interprétée par Antônio Carlos Jobim, Luiz Bonfá et João Gilberto.
  - Só Danço Samba, paroles de Vinícius de Moraes et musique d'Antônio Carlos Jobim, interprétée par João Gilberto et Os Cariocas.
  - Tristeza, paroles de Maria Helena Toledo et musique de Luiz Bonfá, interprétée par Norma Bengell.
- Il s'agit d'une comédie particulièrement plaisante. La musique non brésilienne revêt déjà des accents de Panthère rose, œuvre parue un an plus tard. Sans doute le plus grand intérêt du film : on entrecroise plusieurs musiciens brésiliens en figurants dont João Gilberto, Antônio Carlos Jobim, Luiz Bonfá et Os Cariocas devenus, depuis, des icônes d'un genre inscrit au patrimoine mondial de la musique : la bossa nova.  Certes, le titre Samba do aviào est de Tom Jobim comme le souligne Mylène Demongeot, mais la plupart des œuvres sont de Luiz Bonfá : Cançao do mar, Tristeza, Sambolero, etc.
- Mylène Demongeot[1] : « Je fais la connaissance du jeune musicien encore inconnu, mais au talent prometteur qui va écrire la musique de notre film. Il s'appelle Antônio Carlos Jobim et doit avoir vingt-neuf ans[Note 2]. Il est, me dit-on, le créateur d'un mouvement qui a été baptisé bossa-nova. […] Il ne connaît pas un mot de français, tout juste un petit peu d'anglais. Dès le soir même, nous ne nous quitterons pratiquement plus. Il me présente son grand ami et complice, le poète Vinícius de Moraes. […] Sur son piano ou à la guitare, il me joue tous les thèmes du film et écrit pour moi Samba do avio… Mes oreilles sont enchantées, je n'ai jamais entendu ça, cette façon de balancer, trois sur quatre… Tom est tantôt au piano, tantôt à la guitare, Vinícius prend le relais… je reste saisie, fascinée, enthousiasmée. C'est une musique qui me comble. […] Très vite se joint à nous Baden Powell, guitariste, suivi de João Gilberto, chanteur pour qui j'ai un véritable coup de foudre artistique. C'est un être, à ce moment-là, très fermé, coincé, encore peu connu du grand public. Dès qu'on me demande une télé, je l'impose, et je l'emmène avec moi. […] Il chante comme personne, avec cette balance, ce décalage… Je le trouve tout à fait extraordinaire. Un grand musicien. Ma vie devient un rêve éveillé. Dès que je ne tourne pas, je file retrouver mes nouveaux amis et nous vivons, baignés de rythmes incroyables… J'ai assisté un soir à un concours de rythmes entre eux tous, à celui qui en apporterait un que les autres ne connaîtraient pas… Rythmes indiens, rythmes africains et tout ce qu'ils pouvaient connaître et inventer. Quand l'un d’eux trouvait un rythme inédit, surprenant, tous applaudissaient, remplis de vraie joie artistique et sans un brin de jalousie ou d'envie. […] Je me demande encore si j'ai dormi une seule nuit au Brésil ! […] Quand le film est fini, je ne rentre pas tout de suite. Je reste. Combien de temps ? Je ne sais plus… j'ai perdu toute notion du temps. »